# Jordy Brouwer
Jordy Brouwer (Den Haag, 26 februari 1988) is een Nederlandse voetballer die als aanvaller speelt.

## Carrière

### RKSV GDA
Brouwer woonde in zijn jeugd in Den Haag en speelde in de tijd dat hij niet bij een profclub zat onder andere bij RKSV GDA, een club in Loosduinen/Madestein. Hij speelde daar bij de E'tjes en de D'tjes, vaak als aanvaller, totdat hij gescout werd door ADO Den Haag en daar zijn stage volgde.

### Liverpool FC
Brouwer is geboren in Den Haag. In januari 2007 verhuist Brouwer van AFC Ajax naar Liverpool FC voor 200.000 pond. Hij speelde bij de reserves van Liverpool, hierin scoorde hij onder meer in de finale van de Reserve Premier League.

### Verhuur aan RKC Waalwijk
Brouwer werd van januari 2009 tot het einde van het seizoen 2008-2009 uitgeleend aan RKC Waalwijk. In Waalwijk speelde hij vijf wedstrijden maar wist geen doelpunt te maken.

### Terugkeer naar Liverpool FC
Brouwer zat op een dood spoor bij het slecht presterende Liverpool. Brouwer zat anderhalf seizoen niet bij de selectie en speelde ook bij het tweede elftal van Liverpool steeds minder.

### ADO Den Haag
ADO Den Haag wilde Brouwer graag op stage hebben. Liverpool gaf toestemming en wilde meewerken aan een vertrek. ADO was onder de indruk van Brouwer en bood hem een contract aan tot medio 2012. In januari 2011 maakte hij de transfervrije overstap naar ADO Den Haag. De geboren Hagenaar scoorde op 5 maart 2011 zijn eerste goal in dienst van ADO Den Haag en in het betaalde voetbal, tegen N.E.C. (5-1 winst). Op 12 oktober 2011 werd zijn contract met wederzijdse instemming ontbonden.

### Via Almere City naar amateurs
Almere City hoorde van het nieuws dat Brouwer overbodig was geworden bij ADO Den Haag en wilde de kans pakken om de tweebenige spits vast te leggen. Zij hadden op 1 jaar gehoopt maar Jordy Brouwer vond een half jaar genoeg, met een optie voor 1 jaar erbij. Brouwer heeft 3 wedstrijden voor City gespeeld en maakte daarin 1 goal .
Vanaf de zomer van 2012 ging hij voor amateurclub HBS-Craeyenhout spelen. Op 6 februari 2013 werd hij op Rotterdam The Hague Airport opgepakt omdat er hennep gevonden was in de kelder van zijn woning. In 2014 werd de zaak geseponeerd en kreeg Brouwer €3000 schadevergoeding.
In juli 2013 ging hij spelen voor DHC Delft. In 2019 ging hij naar SV Wateringse Veld Kranenburg. Na een seizoen keerde hij echter weer terug bij DHC Delft.

## Statistieken
| seizoen | club                 | land      | competitie     | wed. | goals |
| ------- | -------------------- | --------- | -------------- | ---- | ----- |
| 2008/09 | Liverpool FC         | Engeland  | Premier League | 0    | 0     |
| 2008/09 | →RKC Waalwijk (huur) | Nederland | Eerste Divisie | 5    | 0     |
| 2009/10 | Liverpool FC         | Engeland  | Premier League | 0    | 0     |
| 2010/11 | Liverpool FC         | Engeland  | Premier League | 0    | 0     |
| 2010/11 | ADO Den Haag         | Nederland | Eredivisie     | 3    | 1     |
| 2011/12 | ADO Den Haag         | Nederland | Eredivisie     | 0    | 0     |
| 2011/12 | Almere City FC       | Nederland | Eerste Divisie | 2    | 0     |
|         |                      |           | Totaal         | 10   | 1     |

- Bijgewerkt tot 06 juni 2012